# Il fenotipo esteso
Il fenotipo esteso è un saggio pubblicato nel 1982 dal biologo inglese Richard Dawkins. Il libro descrive il concetto che l'autore considera il proprio maggiore contributo alla teoria dell'evoluzione, quello appunto del "fenotipo esteso".

## Contenuto
L'idea portante del libro si presenta come uno sviluppo della teoria che Dawkins aveva presentato nel suo libro precedente, il fortunato saggio Il gene egoista (1976), e infatti buona parte del testo è dedicata alla discussione delle successive critiche a questa teoria. Quest'ultima si presentava come una reinterpretazione dell'evoluzione dal punto di vista dei singoli geni, i soli veri "soggetti" su cui agirebbe la selezione naturale, e di cui gli organismi (monocellulari e pluricellulari) non sarebbero altro - usando un linguaggio ovviamente metaforico ed antropocentrico - che le "macchine da sopravvivenza" da essi programmate per garantirsi il successo nella propria perpetuazione.
Il concetto del fenotipo esteso spinge ancora più in là questa "svalutazione" dell'organismo a favore del gene. Il biologo parte dall'osservazione di numerosi casi in cui il comportamento di animali ha la capacità di influenzare a proprio vantaggio l'ambiente e altri animali. Da questi fatti Dawkins deduce che è arbitrario limitarsi a identificare come manifestazione esteriore (fenotipo, appunto) dei geni associati a questi comportamenti solo i comportamenti stessi e le caratteristiche (anatomiche, psicologiche) dell'organismo che ne sono alla base. I geni che determinano nei castori la funzionalità dei denti ed il loro istinto non hanno come fenotipo solo questi due aspetti, ma anche la diga che il castoro costruisce ed il lago che si forma; tutti questi elementi sono determinati dal gene e hanno ricadute benefiche sulle probabilità del gene di riuscire a replicarsi nella successiva generazione. Alla possibile obiezione secondo cui la diga ed il lago sono solo conseguenze molto indirette dei geni, l'autore ribatte che anche i denti del castori lo sono: dopotutto il singolo gene non fa che sintetizzare una proteina, e da questa proteina l'influenza sulla struttura dei denti si concretizza in passaggi intermedi che possono essere molti ed estremamente complessi, includendo sicuramente anche l'azione di molti altri geni. Dunque la linea di demarcazione tra "azione" diretta e indiretta del gene risulta del tutto arbitraria.

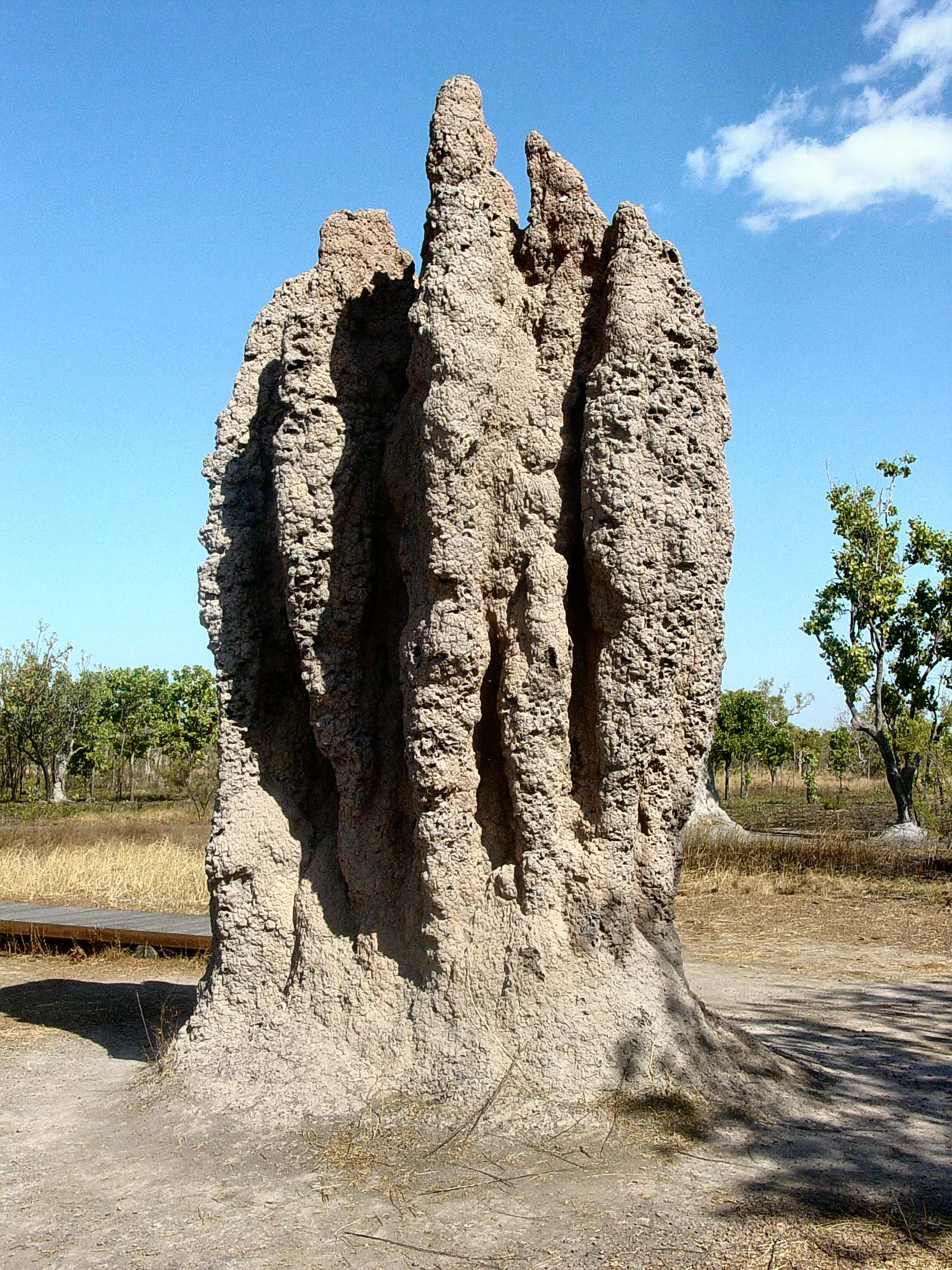
Una tana di termiti; un piccolo animale con un fenotipo molto esteso

Da qui la ridefinizione del ruolo dell'organismo, che passa ad essere solo una delle tante realizzazioni dei geni nel mondo esterno per mezzo di cui i geni stessi competono tra loro. Non solo: le conseguenze "estese" dei geni possono essere tanto forti da indurre un altro organismo, che questi geni non possiede (e che quindi è programmato per massimizzare la diffusione di altri geni, i propri), a favorire proprio la sopravvivenza di questi geni estranei. È il caso di molti esempi di parassitismo: tra i più significativi Dawkins cita quello della formica Monomorium santschii, la cui regina si infiltra nei formicai di altre specie e riesce, con meccanismi ancora non del tutto noti (probabilmente diffondendo particolari sostanze chimiche), a indurre le operaie presenti a uccidere la loro stessa regina, così da prenderne il posto. La regina di un formicaio è la madre di tutte le operaie, e dunque tale comportamento è ovviamente dannoso dal punto di vista dei geni delle operaie, considerando peraltro che la regina è la sola femmina fertile, la sola dunque che può perpetuare tali geni comuni.
Dawkins sintetizza questi risultati in quello che chiama il Teorema Centrale del Fenotipo Esteso:

## Edizioni
- Il fenotipo esteso. Il gene come unità di selezione, traduzione di Riccardo Morpurgo, Collana di Biologia, Bologna, Zanichelli, 1986,  p. 374, ISBN 88-08-06022-5. [fuori catalogo]